# ککه روسبرگ
کیجو اریک روسبرگ (؛ زادهٔ ۶ دسامبر ۱۹۴۸) که با نام ککه شناخته می‌شود، رانندهٔ مسابقه‌ای سابق اهل فنلاند و برندهٔ فرمول یک فصل ۱۹۸۲ است. او نخستین رانندهٔ فنلاندی بود که به صورت منظم در فرمول یک شرکت کرد. رزبرگ در اولو و ایسالمی رشد کرد. او پدر نیکو رزبرگ است که در سال ۲۰۱۶ قهرمان فرمول یک شد.

## دوران فرمول یک

### تیم‌های کوچک (۱۹۷۸ تا ۱۹۸۱)

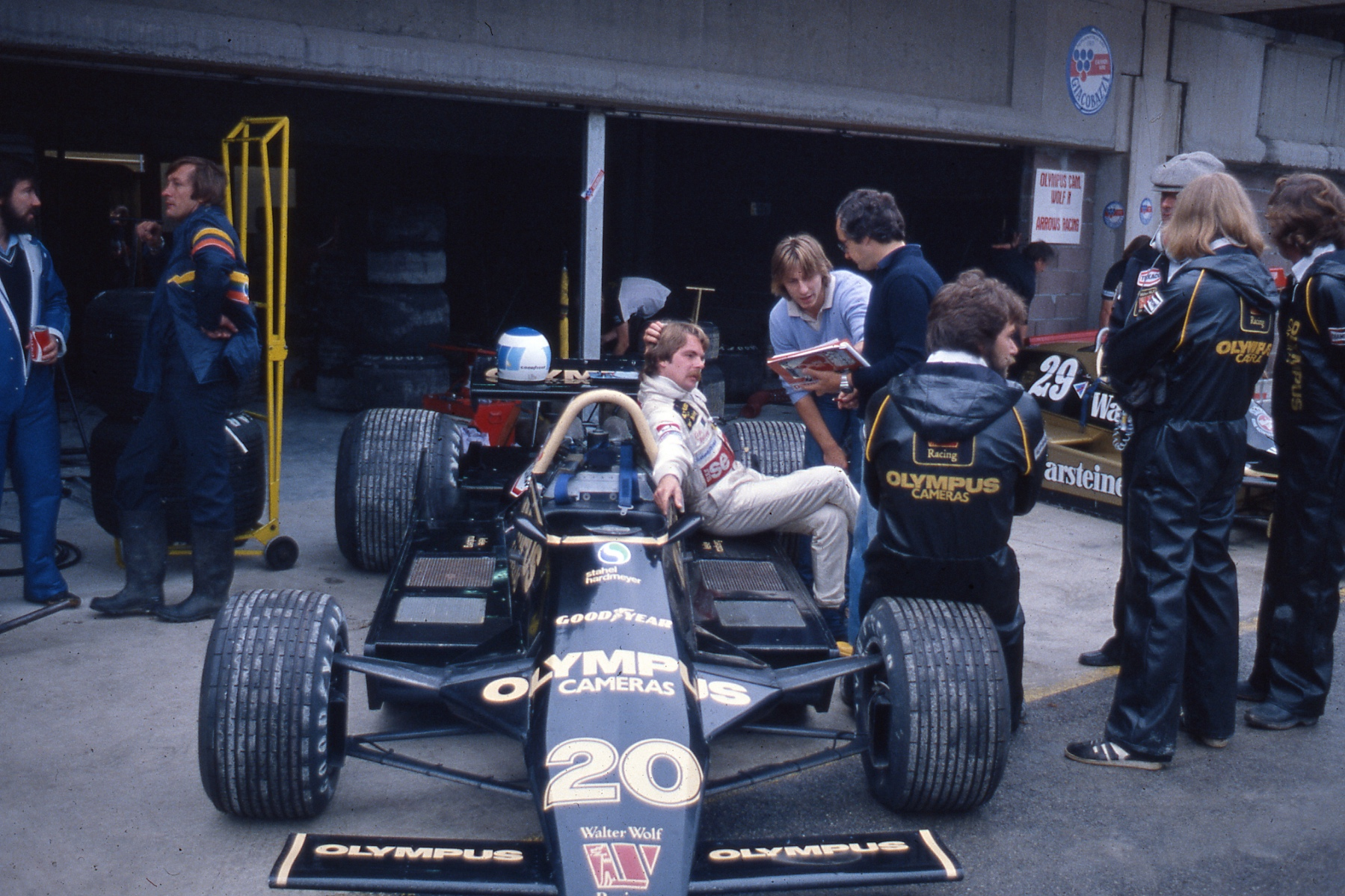
روسبرگ در گاراژ تیم وولف در سال ۱۹۷۹

روسبرگ فعالیت خود در فرمول یک را نسبتاً دیر آغاز کرد و در ۲۹ سالگی نخستین مسابقهٔ خود را در فصل ۱۹۷۸ برای تیم تئودور انجام داد. پیش از آن، او در مسابقات فرمول وی، فرمول آتلانتیک، فرمول پاسیفیک و فرمول دو شرکت کرده‌بود. او با رانندگی فوق‌العاده در مسابقهٔ غیر رقابتی در سیلورستون که دومین مسابقهٔ او برای تیمش بود، به سرعت مورد توجه اهالی فرمول یک قرار گرفت. در این مسابقه پس از آن که بسیاری از رانندگان مشهور به دلیل بارندگی شدید کنار رفتند، روسبرگ پیروزی را به دست آورد. او نتوانست صلاحیت شرکت در مسابقات بعدی را کسب کند و پس از آن که تیم تئودور طراحی اعتمادناپذیر خودروی خود را دور انداخت، برای سه مسابقه با تیم دیگری به نام ای‌تی‌اس قرارداد بست. البته این تیم هم توان رقابت با مدعیان را نداشت. هنگامی که تئودور بدنهٔ خود را از تیم وولف تأمین کرد، روسبرگ به تیم بازگشت؛ ولی دوباره به ای‌تی‌اس پیوست و تا پایان فصل در تیم ماند.
در میانهٔ فصل ۱۹۷۹ روسبرگ به تیم وولف پیوست. البته تیم در پرداخت قروض خود دچار مشکل بود و روسبرگ به سختی می‌توانست مسابقات را به پایان برساند. در پایان فصل، تیم وولف از فرمول یک خارج شد و روسبرگ به تیم فیتیپالدی پیوست که باقیماندهٔ اعضای وولف را جذب کرد. نخستین مسابقهٔ فصل ۱۹۸۰ در جایزه بزرگ آرژانتین با کسب سکوی سوم توسط روسبرگ همراه بود که نتیجهٔ فوق‌العاده‌ای برای او محسوب می‌شد. او در طول فصل یک رتبهٔ پنجم نیز در جایزه بزرگ ایتالیا به دست آورد؛ ولی غیر رقابتی بودن خودروی فیتیپالدی باعث می‌شد که در بسیاری از مسابقات، روسبرگ به مسابقهٔ اصلی راه نیابد یا آن را به پایان نرساند. فصل ۱۹۸۱ فاجعهٔ کامل بود و روسبرگ هیچ امتیازی کسب نکرد.

### سال‌های موفقیت در ویلیامز (۱۹۸۲ تا ۱۹۸۵)

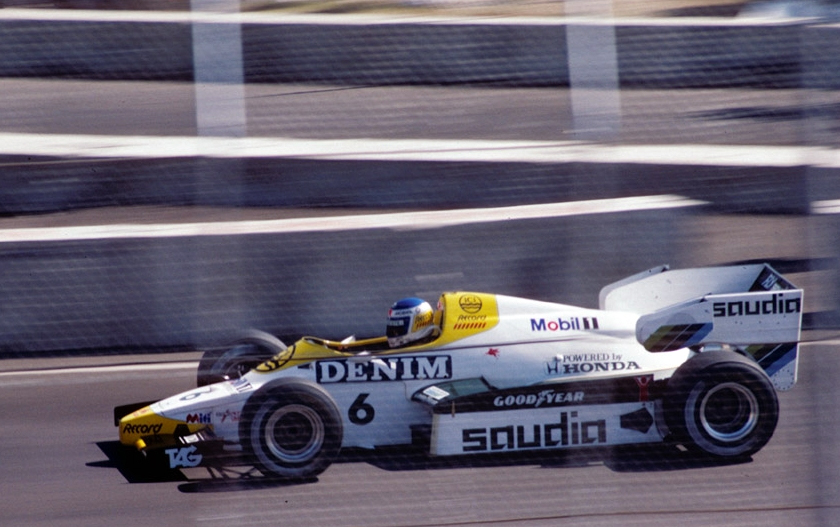
روسبرگ با خودروی ویلیامز اف‌دبلیو۰۹ برندهٔ جایزه بزرگ دالاس ۱۹۸۴ شد.

علیرغم داشتن فصلی ناموفق، روسبرگ توجه ویلیامز را برانگیخت و با بازنشسته شدن آلن جونز که قهرمان جهان در فصل ۱۹۸۰ بود، یک صندلی خالی برای ترکیب ویلیامز در فصل ۱۹۸۲ به وجود آمد. روسبرگ که خودرویی رقابتی به دست آورده‌بود، سال بسیار موفقی داشت. در چند مسابقه امتیاز گرفت و نخستین پیروزی خود را در اواخر فصل در جایزه بزرگ سوئیس (که به دلیل تحریم سوئیس پس از حادثه لومان در سال ۱۹۵۵ در فرانسه برگزار می‌شد) به دست آورد.
نخستین فصل به‌یادماندنی روسبرگ در سالی به دست آمد که هیچ راننده‌ای در بیش از دو مسابقه پیروز نشد. با مرگ ژیل ویلنوو در زولده و مصدومیت دیدیه پیرونی در هوکنهایم، فصل فراری خراب شد. خودروهای توربوشارژ بربهم-بی‌ام‌و و رنو نیز از اعتمادپذیری ضعیف رنج می‌بردند. در چنین شرایطی، روسبرگ که فصل باثباتی را سپری می‌کرد، با وجود استفاده از خودرویی با سیستم احتراق معمولی با موتور فورد وی۸ که قدیمی محسوب می‌شد و توان رقابت با خودروهای قدرتمندتر توربو را نداشت، به قهرمانی رسید. روسبرگ با برتری ۵ امتیازی نسبت به پیرونی که پنج مسابقهٔ آخر را از دست داده‌بود، قهرمانی را کسب کرد. قهرمانی روسبرگ در سال ۱۹۸۲ آخرین قهرمانی بود که با موتور قدیمی کازوورث دی‌اف‌وی به دست آمد. این موتور در سال ۱۹۶۷ توسط لوتوس وارد فرمول یک شده‌بود.

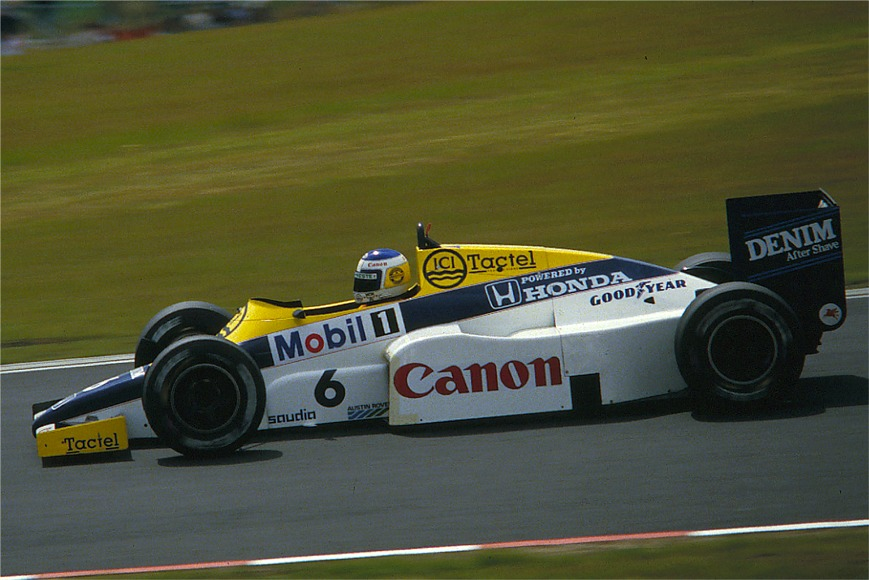
روسبرگ با خودروی ویلیامز در جایزه بزرگ آلمان ۱۹۸۵

سال‌های پس از قهرمانی روسبرگ با دو مشکل عمده یعنی رقابتی نبودن بدنه‌های ویلیامز و اعتماد ناپذیر بودن موتورهای توربوی هوندا با وجود قدرت زیاد، تباه شد. در فصل ۱۹۸۳ روسبرگ برای دفاع از قهرمانی خود از موتور قابل اعتماد فورد دی‌اف‌وای وی۸ استفاده می‌کرد؛ ولی این بار، فراری، بی‌ام‌و و رنو موتورهای خود را توسعه داده‌بودند و اعتمادپذیری موتورهای توربوی آن‌ها به سطح سرعت و قدرت خروجی موتورها رسیده‌بود. در نخستین مسابقهٔ فصل در برزیل، روسبرگ در خط یک قرار گرفت؛ ولی به دلیل این که پس از ورود به گاراژ تیم، وادار به هل دادن خودرو برای راه‌اندازی مجدد آن شد، با وجود اتمام مسابقه در رتبهٔ دوم، رد صلاحیت شد. سپس در دو رقابت غیر مسابقه‌ای در کنت و موناکو به پیروزی رسید. در موناکو انتخاب تایر مناسب موجب برتری او شد. هرچند در ادامهٔ فصل به تدریج روشن شد که بدون موتور توربوشارژ، نتیجه‌گیری مشکل است؛ بنابراین فرانک ویلیامز تصمیم گرفت از موتور توربوی هوندا وی۶ در خودروهای خود استفاده کند. هوندا همان سال با تیم اسپیریت به فرمول یک بازگشته‌بود و نتایج مناسبی به دست نیاورده بود؛ ولی آنان امیدوار بودند با پیوستن به ویلیامز که سابقهٔ قهرمانی داشت، موفقیت‌هایی به دست آورند. نخستین بار، در جایزه بزرگ آفریقای جنوبی که آخرین مسابقهٔ فصل بود ویلیامز از موتور هوندا استفاده کرد. روسبرگ پنجم شد و در رتبهٔ پنجم مسابقهٔ رانندگان قرار گرفت.
با وجود قدرت مناسب موتورهای هوندا، ویلیامز و روسبرگ در بیشتر مسابقات فصل ۱۹۸۴ دست‌وپا می‌زدند. بدنهٔ اف‌دبلیو۰۹بی به اندازهٔ کافی صلب نبود تا بتواند از همهٔ نیروی ۸۵۰ اسب بخار دریافتی از موتور وی۶ استفاده کند. روسبرگ تلاش کرد موتور و خودرو را رام کند و در نهایت توانست در جایزه بزرگ دالاس به پیروزی برسد؛ ولی تنها سکوی دیگر او در این فصل، نایب قهرمانی اولین مسابقهٔ فصل در برزیل بود. در پایان فصلی ناامیدکننده، روسبرگ در رتبهٔ هشتم رانندگان قرار گرفت.
در فصل ۱۹۸۵ شرایط برای روسبرگ و ویلیامز بهتر بود. هم‌تیمی جدید روسبرگ، نایجل منسل بود و بدنهٔ تمام فیبر کربن ویلیامز اف‌دبلیو۱۰ بهبود بزرگی در مقایسه با اف‌دبلیو۰۹بی بود. تیم برای چند مسابقهٔ نخست از موتور فصل ۱۹۸۴ استفاده کرد تا این که هوندا نسخهٔ به‌روز شده را با بهبود سیستم انتقال قدرت و اعتمادپذیری ارائه کرد. موتور تازه روی عملکرد روسبرگ تأثیر داشت و او در جایزه بزرگ دیترویت به پیروزی رسید. در دو مسابقهٔ بعدی نیز در خط یک قرار گرفت. در مرحلهٔ تعیین خط جایزه بزرگ بریتانیا در سیلورستون، روسبرگ رکورد تازه‌ای ثبت کرد و مسیر ۴٫۷۱۹ کیلومتری پیست را در مدت ۱:۵۹٫۵۹۱ با سرعت میانگین ۲۵۸٫۹ کیلومتر بر ساعت طی کرد. این رکورد به عنوان بالاترین سرعت میانگین طی کردن یک دور در فرمول یک تا سال ۲۰۰۲ باقی ماند تا این که خوان پابلو مونتویا در جایزه بزرگ ایتالیا در مونتزا رکورد او را شکست.
پنجمین و آخرین پیروزی ککه روسبرگ در جایزه بزرگ‌های فرمول یک در جایزه بزرگ استرالیای ۱۹۸۵ روی پیست تازه‌ساز آدلاید به دست آمد. این مسابقه، آخرین جایزه بزرگ فصل و آخرین مسابقهٔ روسبرگ برای ویلیامز بود. این پیروزی شهرت روسبرگ به عنوان مبارز خیابانی را افزایش داد؛ زیرا چهار پیروزی او (در موناکو، دالاس، دیترویت و آدلاید) در پیست‌های خیابانی به دست آمده‌بود.
در پایان فصل ۱۹۸۵ روسبرگ تصمیم گرفت ویلیامز را ترک کند و به مک‌لارن که برندهٔ مسابقهٔ رانندگان و سازندگان در فصل‌های ۱۹۸۴ و ۱۹۸۵ شده‌بود، بپیوندد. تیم ویلیامز-هوندا به روند خود ادامه داد و برندهٔ فصل‌های ۱۹۸۶ و ۱۹۸۷ شد.

### سال پایانی در مک‌لارن (۱۹۸۶)
در آن زمان، انتقال روسبرگ به مک‌لارن برای فصل ۱۹۸۶ سر و صدای زیادی به پا کرد؛ زیرا مک‌لارن قهرمان دو دورهٔ گذشته بود و با اقتدار قهرمان شده‌بود؛ ولی در سال ۱۹۸۶ تیم در مقایسه با رقیبان، قدرت کمتری داشت و روسبرگ با اختلاف زیادی مغلوب هم‌تیمی خود، آلن پروست شد. (خودروی مک‌لارن ام‌پی۴/۲سی توسط جان برنارد برای سبک رانندگی نرم‌تر نیکی لائودا و آلن پروست طراحی شده‌بود، در حالی که روسبرگ هرگز با سبک رانندگی ترمزگیری دیرهنگام و پرتاب خودرو به درون پیچ مواجه نشده‌بود. پس از جدایی برنارد، طراح جدید به روسبرگ اجازه داد خودرو را مطابق سبک خود تغییر دهد. این تغییر باعث تنها خط یک روسبرگ در طول فصل در آلمان شد) از سوی دیگر، تصادف مرگبار دوست صمیمی روسبرگ به نام الیو ده آنجلیس هنگام آزمایش خودروی بربهم در پیست پل ریکار فرانسه در مهٔ ۱۹۸۶ به شدت او را تحت تأثیر قرار داد و در پایان فصل، بازنشسته شد. البته بعداً ادعا کرد بیش از حد زود بازنشسته شده‌است.
ککه روسبرگ حاکم آخرین مسابقهٔ دوران فرمول یک خود در جایزه بزرگ استرالیا بود؛ هرچند که به پیروزی نرسید. هنگامی که برتری ۳۰ ثانیه‌ای نسبت به نلسون پیکه در دور ۶۲ داشت، با مشکل لاستیک روبرو شد و به گمان این که صدای پشت ماشین مربوط به موتور است، موتور را خاموش کرد و از پیست بیرون رفت؛ ولی هنگامی که از خودرو خارج شد و آن را بررسی کرد، متوجه شد تنها کاری که نیاز بود انجام دهد بازگشت به گاراژ و تعویض لاستیک بود. او بعداً اعتراف کرد به دنبال پیروزی نبوده‌است و تلاش می‌کرده‌است بهترین شرایط را برای پروست به وجود آورد که دومین قهرمانی پیاپی خود در مسابقات قهرمانی فرمول یک را به دست آورد. (پروست باید در مسابقه پیروز می‌شد و نایجل منسل رتبه‌ای بهتر از چهارم به دست نمی‌آورد تا پروست قهرمان شود. روسبرگ نیز مدت‌ها بود از رقابت قهرمانی خارج شده‌بود) در نهایت، پروست برندهٔ مسابقه و قهرمان فصل شد. منسل نیز یک دور پس از کناره‌گیری روسبرگ، به دلیل مشکل مشابهی از مسابقه خارج شد.
روسبرگ در میانهٔ سال ۱۹۸۴ تصمیم گرفته بود که تنها دو فصل دیگر مسابقه دهد. به همین دلیل تاسفی از ترک ویلیامز و پیوستن به مک‌لارن، درست هنگامی که موتورهای هوندا در حال بهبود بودند و اثرات کهنگی موتور تی‌ای‌جی ساخت پورشه نمایان می‌شد، نداشت. روسبرگ در مصاحبه‌ای که پس از اعلام بازنشستگی خود انجام داد، گفت که اگر در تیم می‌ماند باید پس از فرانک ویلیامز (پیش از آغاز فصل ۱۹۸۶) کناره‌گیری می‌کرد؛ زیرا کسی بر سر کار می‌آمد که یکی از دلایل تصمیم روسبرگ به ترک ویلیامز بود. روسبرگ از فرد مشخصی نام نبرد؛ ولی اعتقاد بر این بود که منظور او پاتریک هد (طراح اصلی و مدیر فنی ویلیامز) بوده‌است.

## پس از فرمول یک

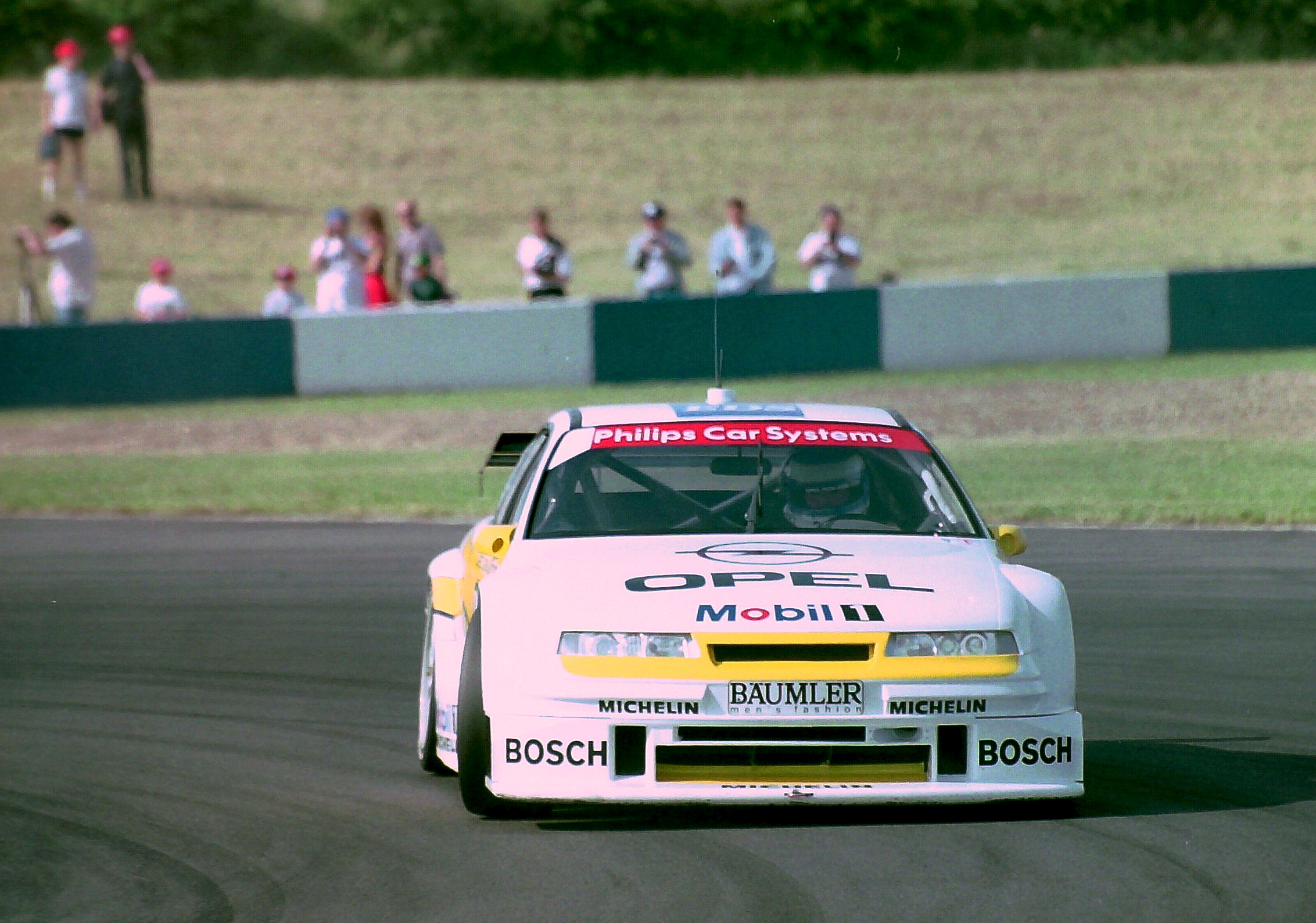
ککه در حال مسابقه برای اوپل با خودرو کالیبرا V6

در سال ۱۹۸۹ روسبرگ به مسابقات بازگشت و در رقابت ۲۴ ساعتهٔ اسپا با خودروی فراری موندیال تیم مونیترون شرکت کرد. روسبرگ عنصر اصلی ترکیب بسیار رقابتی پژو در مسابقات اسپرتس‌کار در اوایل دههٔ ۱۹۹۰ بود. پس از دو سال موفق (شامل دو پیروزی در ۲۴ ساعته لومان) روسبرگ به مسابقات قهرمانی خودروی گردشگری آلمان (دی‌تی‌ام) رفت و برای مرسدس-بنز و اوپل مسابقه می‌داد. در سال ۱۹۹۵ تیم خودش را به نام تیم روسبرگ تشکیل داد و در پایان فصل، از رانندگی کناره‌گیری کرد تا تمرکز خود را روی رهبری تیم بگذارد.
تیم روسبرگ یک سال دیگر و تا هنگام منحل شدن دی‌تیم‌ام در آن شرکت کرد و از آن زمان در مسابقات فرمول بی ام و، فرمول سه آلمان، فرمول سه اروپا و جایزه بزرگ ای۱ شرکت کرده‌است. تیم روسبرگ از سال ۲۰۰۰ در دی‌تی‌ام احیا شده حضور یافت. هر سال که می‌گذشت، موفقیت و حتی کسب امتیاز سخت‌تر می‌شد و پس از مسابقات ۲۰۰۴ تیم روسبرگ مسابقات را ترک کرد.

## پرورش استعدادهای تازه
روسبرگ بعدها مدت زیادی را صرف مربی‌گری هم‌وطنان خود جی‌جی لتو و قهرمان آیندهٔ جهان میکا هاکینن کرد. تا سال ۲۰۰۸ نیز مربی پسر خود نیکو بود. نیکو رزبرگ در سال ۲۰۰۶ وارد فرمول یک شد تا برای تیم ویلیامز براند. در سال ۲۰۱۳ او و نیکو نخستین پدر و پسری شدند که برندهٔ جایزه بزرگ موناکو شده‌اند. در سال ۲۰۱۶ نیز او و نیکو دومین پدر و پسری شدند که هر دو قهرمان فرمول یک شده‌اند.

## کلاه
در سال‌هایی که روسبرگ در مسابقات کارتینگ شرکت می‌کرد، کلاه سفید با نوار آبی داشت. در فرمول یک کلاه او سفید با دایره‌ای آبی در بالا بود و نوار آبی به مستطیلی بزرگ در جلو و چند مستطیل کوچک در پشت تقسیم شد. در سال ۱۹۸۴، ذوزنقه‌ای زرد جانشین مستطیل‌ها شد. نیکو در اوایل حضور در فرمول یک از کلاهی شبیه کلاه پدرش استفاده می‌کرد که در آن، خاکستری جانشین آبی شده‌بود.